# Roger de Courcelles
Roger de Courcelles también Roger de Courcil (c. 1045-1100) fue un noble caballero anglonormando, señor de Courseulles-sur-Mer, en Calvados. Hijo primogénito de Wandril de León (c. 1021-1067) y de Isabella de Tuya (c. 1024-1069). Participó en la conquista normanda de Inglaterra siguiendo a Guillermo II de Normandía. Como recompensa por su actividad, Guillermo le concedió el señorío de Ferlege, en Somerset, y propiedades en Wiltshire, Dorset y Salop como se registra en el Libro Domesday. De su estirpe Courcelles procede la familia de Churchill.
Ferlege evolucionó del nombre anglosajón faern-laega, que significa «pasto de helechos», y posteriormente se convirtió en Farleig (hoy Backwell). Por su relación con Guillermo Malet, se supone que apostó por Roberto Courteheuse como señor feudal y sus propiedades en Inglaterra fueron confiscadas por Guillermo Rufus quien cedió el señorío a Hugo III de Montfort, que lo rebautizó como Farleigh Montfort. Parece que no logró recuperar sus propiedades inglesas tras la muerte de Rufus, pues Enrique I de Inglaterra recompensó a William Pantulf con nuevas tierras, entre ellas el feudo de Roger, por sus servicios a la Corona. La familia no tuvo una trayectoria relevante hasta los pactos matrimoniales con los Drake de Devonshire.

## Herencia
Se casó con Gertrude de Torbay (c. 1050–1087), hija de Guy de Torbay. Fruto de esa relación nacieron seis hijos:
- Beatrix de Corcelles (c. 1070–1144). Esposa de Gilbert Malet (c. 1057-1105), un hijo de Guillermo Malet;
- Rouland de Corcelles (c. 1072-?);
- Robert de Corcelles (c. 1074-?);
- William de Wallensis (de Corcelles, c. 1077-?);
- John de Corcelles (c. 1080-Dorset, 1112);
- Roger de Courcelles (c. 1087-?).